# Cañada Seca
Cañada Seca es una localidad argentina del partido de General Villegas, provincia de Buenos Aires. Se encuentra en el límite con la provincia de Córdoba y a escasos km del límite tripartito entre las provincias de Buenos Aires, Córdoba y Santa Fe.
Se encuentra a 70 km al norte de la ciudad de General Villegas sobre la Ruta Nacional 33. 

## Población
Cuenta con 718 habitantes (Indec, 2010), lo que representa un descenso del 3,3% frente a los 743 habitantes (Indec, 2001) del censo anterior.
| Gráfica de evolución demográfica de Cañada Seca entre 1991 y 2010 |
|                                                                   |
| Fuente: Censos nacionales del INDEC                               |